# Winnie Harlow

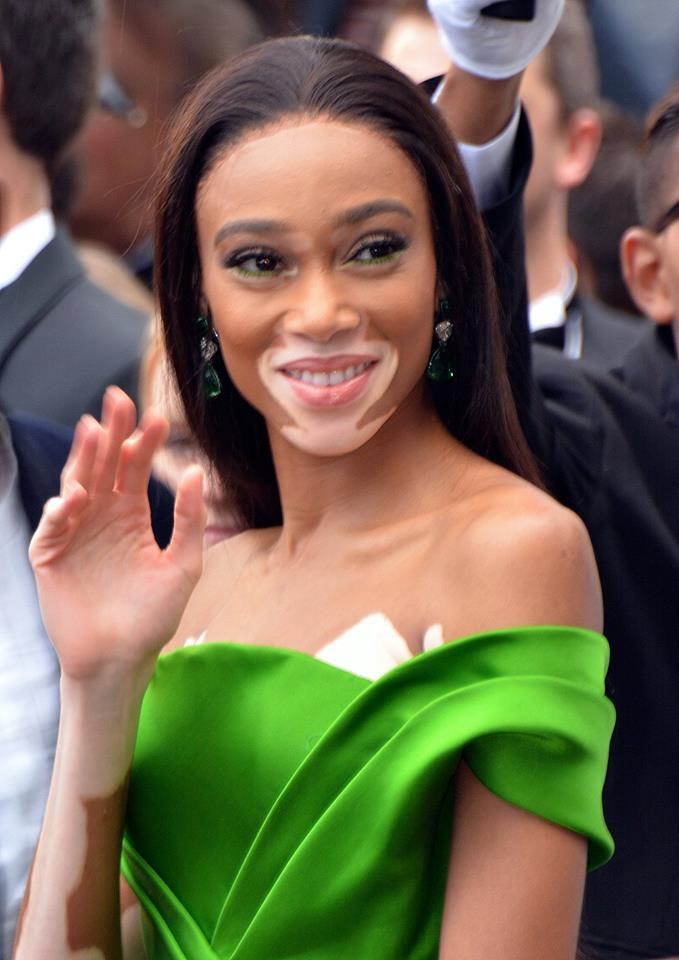
Winnie Harlow (2018)

Winnie Harlow (* 27. Juli 1994 in Etobicoke, Ontario; bürgerlich Chantelle Brown-Young) ist ein kanadisches Model. Aufgrund der Erkrankung Vitiligo weist ihre Haut am Körper und im Gesicht weiße, pigmentfreie Stellen auf, die zu ihrem Markenzeichen geworden sind.

## Kindheit
Harlow ist die Tochter von jamaikanischen Einwanderern. Im Alter von vier Jahren wurde bei ihr die Hautkrankheit Vitiligo festgestellt, bei welcher durch Pigmentabbau in der Haut helle Stellen auftreten. Während ihrer Kindheit in Toronto wurde sie aufgrund ihrer Erkrankung gehänselt. Dies führte bei ihr zu Suizidgedanken und Depressionen.

## Karriere
Mit 20 Jahren nahm sie an der 21. Staffel von America’s Next Top Model teil, wo sie einem breiten Publikum bekannt wurde.
Im September 2014 lief sie auf der Londoner Fashion Week für den Designer Ashish. Im November 2014 wurde das Musikvideo „Guts Over Fear“ von Eminem veröffentlicht, in dem sie mitspielte.
In Kanada ist Harlow das Gesicht einer Kampagne der spanischen Firma Desigual. Sie wirkt für eine Kampagne von Diesel mit. Im Februar 2015 trat sie erneut für Desigual auf der New York Fashion Week auf. 2016 wirkte sie bei dem Album „Lemonade“ von Beyoncé mit.
Beim Großen Preis von Kanada 2018 sollte Harlow das Rennen abwinken. Wegen einer falschen Anweisung schwenkte sie die Zielflagge allerdings eine Runde zu früh.
2018 war sie erstmals Laufstegmodel der Victoria’s Secret Fashion Show in New York.
2019, 2023 und 2024 war Harlow Gastjurorin bei Germany’s Next Topmodel.